# Dismantling-Studie
Unter einer Dismantling-Studie (engl. dismantling study) versteht man in der Psychotherapieforschung den Vergleich einer Gruppe, bei der eine Therapie mit allen Interventionen durchgeführt wurde, mit einer Vergleichsgruppe, bei der eine Intervention weggelassen wurde, wobei alle anderen gemacht wurden. Dies dient der Überprüfung der Effizienz eines Therapieverfahrens. Durch diese Studienanordnung lässt sich entscheiden, ob diejenige Intervention, welche die Vergleichsgruppe nicht erhielt, einen ursächlichen Einfluss auf die Genesung hat. Siehe auch: Randomisierung.